# Шарл Лингле
Шарл Лингле (рус. Шарль Лингле, фр. Charles Linglet — Монтреал, 22. јун 1982) професионални је белоруски хокејаш на леду канадског порекла који игра на позицији левокрилног нападача.
Члан је сениорске репрезентације Белорусије за коју је на међународној сцени дебитовао на светском првенству 2016. године. 